# Anna Malikova
Anna Malikova (Tashkent, 14 de julho de 1965) é uma pianista uzbeque de carreira internacional conhecida por suas interpretações musicais de Chopin.

## Biografia
Os pais de Malikova eram ambos pianistas. Depois de receber lições em sua cidade natal por Tamara Popovich, ficou claro que havia um grau incomum de talento. Consequentemente, ela foi enviada para Moscou aos 14 anos de idade. Lá, ela entrou para a Escola de Música Central e tornou-se imediatamente estudante de Lev Naumov que era considerado um dos mais eminentes professores de piano da Rússia. Estudou com ele de 1979 a 1984.
Mais tarde, Anna estudou novamente com Naumov no Conservatório Tchaikovsky de Moscou. Ainda estudante, conquistou o quinto prêmio no Concurso Chopin de 1990 em Varsóvia. Pouco antes de sua formatura em 1991, a primeira gravação de Malikova, um disco de obras de Chopin, foi lançada no selo da Universal Music & VI. Malikova lecionou por um ano na Escola de Música Central (1991-1992) e de 1992-1996 serviu como assistente de Naumov no Conservatório Tchaikovsky.
Em 1993, obteve o primeiro lugar no Concurso ARD de Munique, que por 12 anos consecutivos não havia sido oferecido a um pianista. O sucesso garantiu-lhe destaque no cenário internacional e ela passou a se apresentar então, ao lado de orquestras como a Orquestra de Câmera da Austrália, a Sinfônica de Sydney, a Filarmônica Nacional de Varsóvia e a Orquestra Corporativa da Rádio Bávara.
Além de seu agitado cronograma de shows, Anna Malikova aumenta continuamente sua produção. Até hoje, ela registrou a maioria das obras importantes de Chopin, bem como obras de Schubert, Liszt, Shostakovich, Prokofiev e Soler. Ela lançou uma nova gravação importante dos cinco concertos de piano de Camille Saint-Saëns, acompanhados pela WDR Symphony Orchestra Cologne sob a batuta de Thomas Sanderling. Esta produção recebeu uma atenção internacional incomum e recebeu o cobiçado Prêmio de Internet Clássica em 2006, o culminar de inúmeras críticas internacionais e entusiásticas. No outono de 2010, um CD com obras de piano de Tchaikovsky foi lançado.
Hoje dá recitais a solo, realiza música de câmara e concertos em toda a Europa, América do Sul, Oriente Médio e Extremo Oriente. Ela é convidada para participar de júris de competições internacionais de piano, incluindo as Competições Chopin em Moscou e Pequim, a Vianna da Motta em Lisboa, o “Legado Armênio” em Erevan e a Competição Gyeongnam na Coreia.